# Corrales de Duero
Corrales de Duero é um município da Espanha na província de Valladolid, comunidade autónoma de Castela e Leão, de área 17,84 km² com população de 108 habitantes (2007) e densidade populacional de 6,67 hab/km².

## Demografia
| Variação demográfica do município entre 1991 e 2004 | Variação demográfica do município entre 1991 e 2004 | Variação demográfica do município entre 1991 e 2004 | Variação demográfica do município entre 1991 e 2004 |
| --------------------------------------------------- | --------------------------------------------------- | --------------------------------------------------- | --------------------------------------------------- |
| 1991                                                | 1996                                                | 2001                                                | 2004                                                |
| 169                                                 | 145                                                 | 126                                                 | 119                                                 |